# Калдана
Калдана (итал. Caldana) је насеље у Италији у округу Гросето, региону Тоскана.
Према процени из 2011. у насељу је живело 906 становника. Насеље се налази на надморској висини од 182 м.